# بحيرة ساراناك العليا

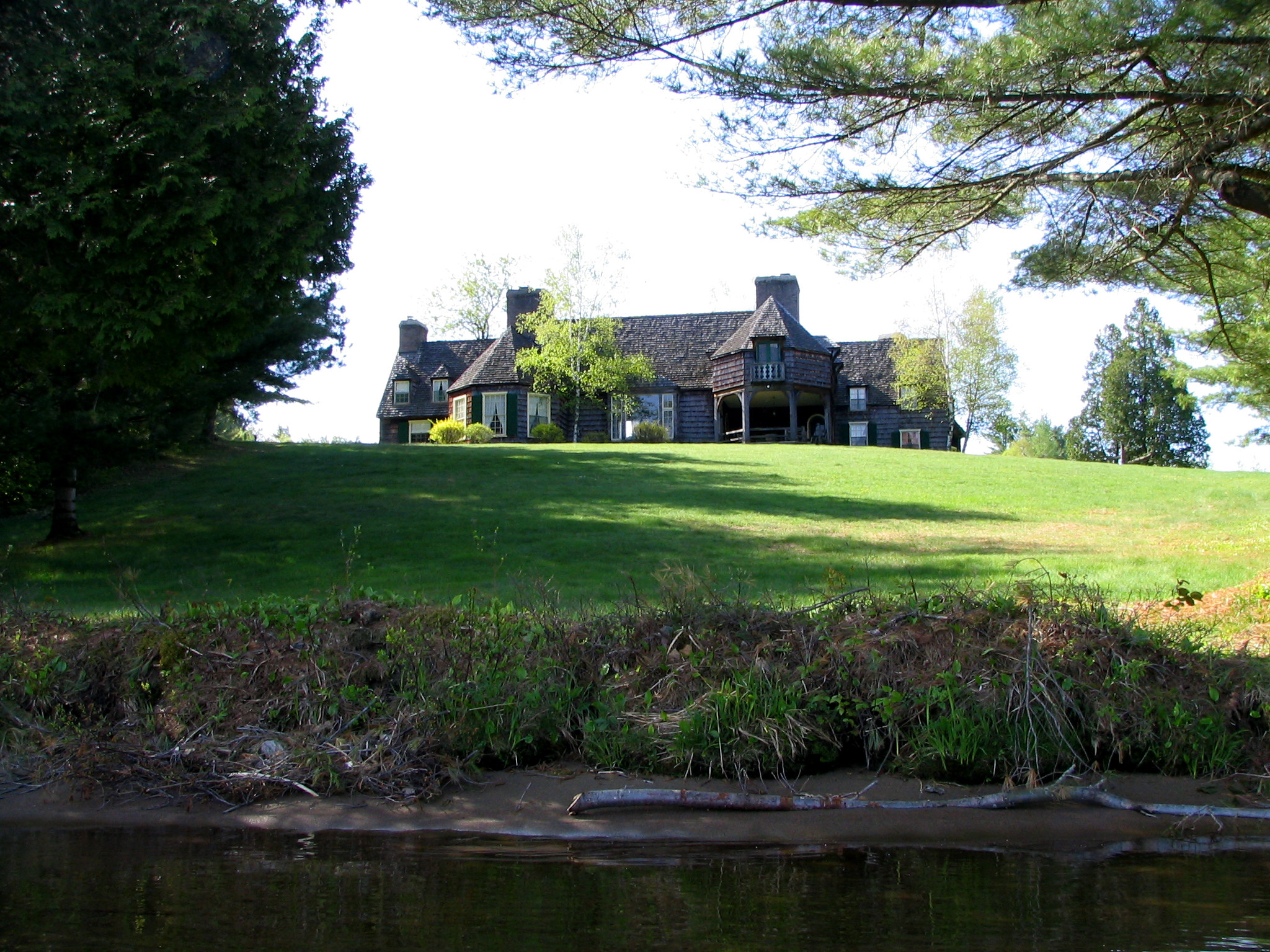
"معسكر" على الشاطئ الجنوبي

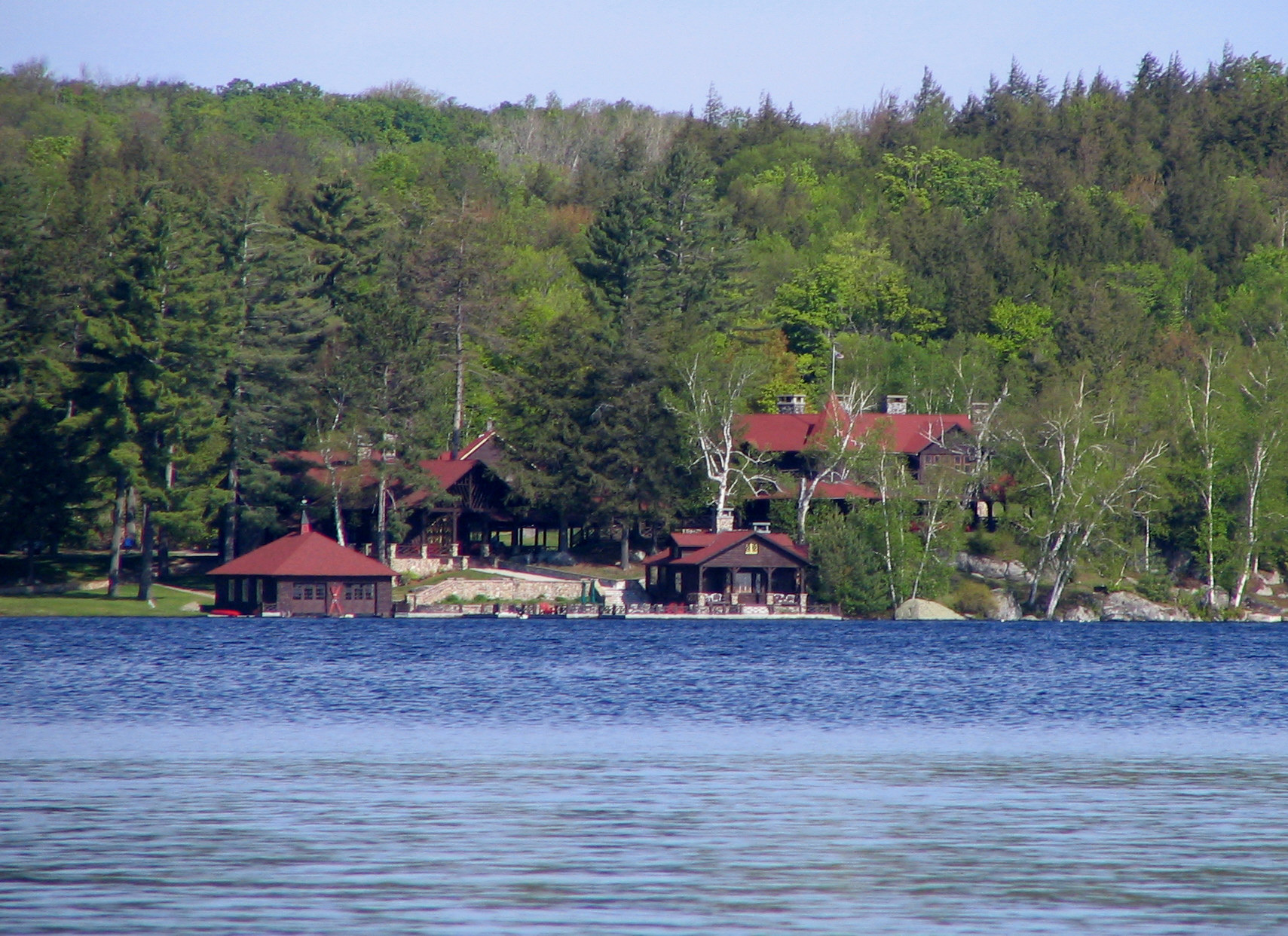
Wenonah Lodge ، وهو معسكر كبير على الشاطئ الجنوبي الغربي بني لجولز باش حوالي عام 1915، وهو الآن مملوك للقطاع الخاص.

بحيرة ساراناك العليا هي واحدة من ثلاث بحيرات متصلة، وهي جزء من نهر ساراناك، في مدينتي سانتا كلارا وهارييتستاون، بالقرب من قرية بحيرة ساراناك في أديرونداكس في شمال نيويورك. بحيرة ساراناك العليا هي سادس أكبر بحيرة في آديرونداكس. مع بحيرة وسط ساراناك وبحيرة ساراناك السفلى، على بعد 17 ميل (27 كـم) مجداف بحمل واحد فقط ممكن. هناك 20 موقعًا للمخيمات البدائية يمكن الوصول إليها عن طريق القوارب المتاحة على أساس أسبقية الحضور. تُعرف بحيرة ساراناك العليا أيضًا باسم Sin-ha-lo-nen-ne-pus.
إن 37 ميلاً من الخط الساحلي مملوكة ملكية خاصة بنسبة 54 في المائة،  والكثير منها تصطف على جانبيه «المعسكرات»، بدءًا من المعسكرات الكبيرة الحقيقية إلى المنازل الريفية الصغيرة لقضاء عطلة نهاية الأسبوع. البحيرة، جنبًا إلى جنب مع كل من بحيرات ساراناك الوسطى والسفلى، هي أيضًا جزء من مسار كانوي الشمالي للغابات الذي يبلغ طوله 740 ميلًا، والذي يبدأ في أولد فورج، نيويورك وينتهي في فورت كينت ، مي.

## التاريخ
قبل تطوير السكك الحديدية والسيارات، شكلت بحيرات ساراناك جزءًا من طريق نقل مهم في آديرونداكس؛ يمكن للمرء أن يسافر 140 ميل (230 كـم) ، من قديم فورج إلى بحيرة شامبلين، بالكامل تقريبًا على الماء. تم بناء أقرب مستوطنة على البحيرة في الطرف الجنوبي لخدمة الرياضيين: كان ريفي لوج، الذي بناه جيسي كوري على هندي كاري، حوالي عام 1850، عبارة عن نزل بسيط يوفر غرفة، ومجلسًا، وأدلة للصيد وصيد الأسماك. كان بارتليتس، الذي تم بناؤه بعد فترة وجيزة في موقع بارتليت كاري، مشابهًا. مكّن بارتليتس الرياضيين من الانتقال من الأعلى إلى بحيرة ساراناك الوسطى، بينما عبرت السفينة الهندية من بحيرة ساراناك العليا إلى ستوني كريك بوندز وإلى نهر راكيت.
في عام 1889، تم افتتاح واوبيك لودج (المعروف أيضًا باسم فندق واوبيك) على الشاطئ الجنوبي الغربي، 1.5 ميل (2.4 كـم) شمال الطرف الجنوبي للبحيرة، في سويني كاري التاريخي، طريق نقل آخر إلى راكيت. يمكن للضيوف الاختيار بين غرف فندقية فاخرة أو منازل ريفية أو خيام أرضية مغطاة بالسجاد على طول الشاطئ. على الرغم من موقعه الخلاب والمواعيد الفخمة، فقد أغلق في عام 1914، وكان ضحية لتكاليف التشغيل الباهظة والاتجاه نحو الإقامات في الفنادق القصيرة وزيادة ملكية المعسكرات والمنازل الريفية الخاصة. تم هدمه من أجل الإنقاذ. في عام 1922، تم بناء فندق أصغر بكثير في الموقع الذي ظل يعمل حتى بعد دورة الألعاب الأولمبية الشتوية لعام 1980 مباشرة. تم إنشاء مجمع فندقي ثالث باستخدام مباني المعسكر الكبير المجاور لممتلكات الفندق. لم يعد مفتوحًا للجمهور، وتم هدم المباني التي صممها ويليام كولتر. 
كان الطرف الشمالي للبحيرة هو موقع ساراناك إن، الذي بني عام 1864، واستمر العمل حتى عام 1962 ؛ احترق في عام 1978. في ذروتها، استوعبت ما يصل إلى ألف ضيف، وكان يتردد عليها الرئيسان الأمريكيان جروفر كليفلاند وتشيستر إيه آرثر، وحاكم نيويورك تشارلز إيفانز هيوز.
كان معسكر إيجل آيلاند عبارة عن معسكر كبير تم بناؤه في عام 1899 كملاذ صيفي لحاكم نيويورك ونائب رئيس الولايات المتحدة ليفي مورتون، صممه المهندس المعماري الشهير ويليام كولتر. كان معسكر البر الرئيسي، المعروف الآن باسم باين بروك، في الأصل جزءًا من معسكر مورتون. كانت جزيرة كامب إيجل مخيمًا لفتيات الكشافة منذ عام 1938. تم تضمين جزيرة كامب إيجل في طلب ملكية متعدد لإدراجها في السجل الوطني للأماكن التاريخية في عام 1986، وتم إدراجها هناك في عام 1987، وتم تسميتها كمعلم تاريخي وطني في عام 2004
موس يدج وبروسبكت كامب بوينت هما الأخرى المخيمات الكبرى في البحيرة التي صممها وليام L. كولتر. في الأربعينيات من القرن الماضي، تم بيع هذا الأخير، وكان له مهنة قصيرة كنزل، سيكون في بينس. تم بيعه مرة أخرى في عام 1951، واستخدم كمخيم صيفي للفتيات اليهوديات. في عام 1969، تم شراؤها من قبل حياة فتيه، وهي وزارة مسيحية غير طائفية مقرها في كولورادو سبرينغز ، كولورادو، والتي تستخدمها لجلسات تخييم تعليمية لمدة أسبوع واحد.

لا تزال الأكواخ التي نشأت حول ساراناك إن (أول عشرة منازل بناها أصحاب النزل) موجودة، كما هو الحال مع بعض المعسكرات الكبرى التي بنيت في المنطقة. الحرب العالمية الأولى والكساد الكبير وضريبة الدخل مجتمعة لوضع حد لحقبة المخيم العظيم؛ تم التخلي عن العديد وفقدوا بسبب ضرائب غير مدفوعة، أو حرقوا أو تركوا لينهاروا.

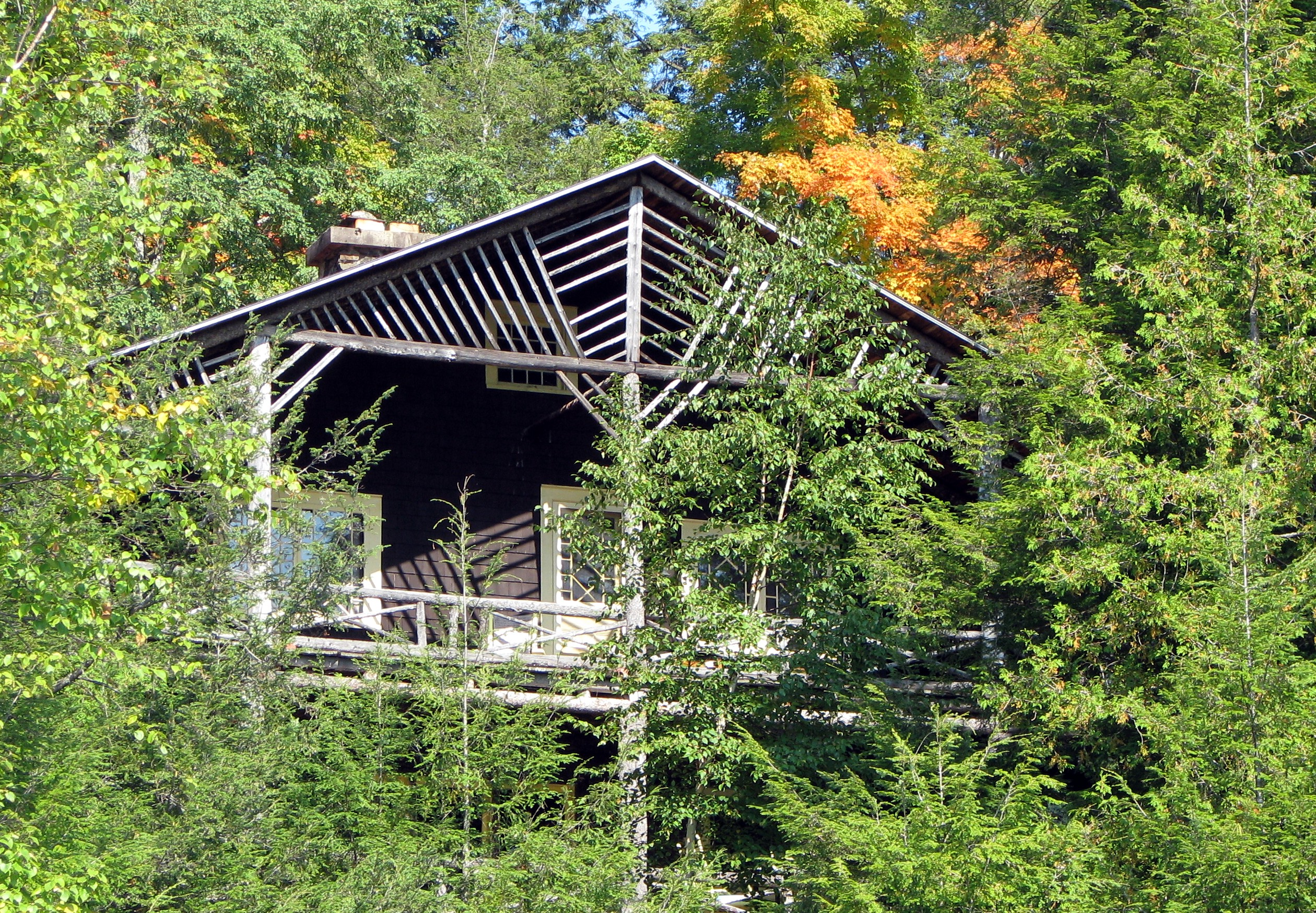
موس ليدج
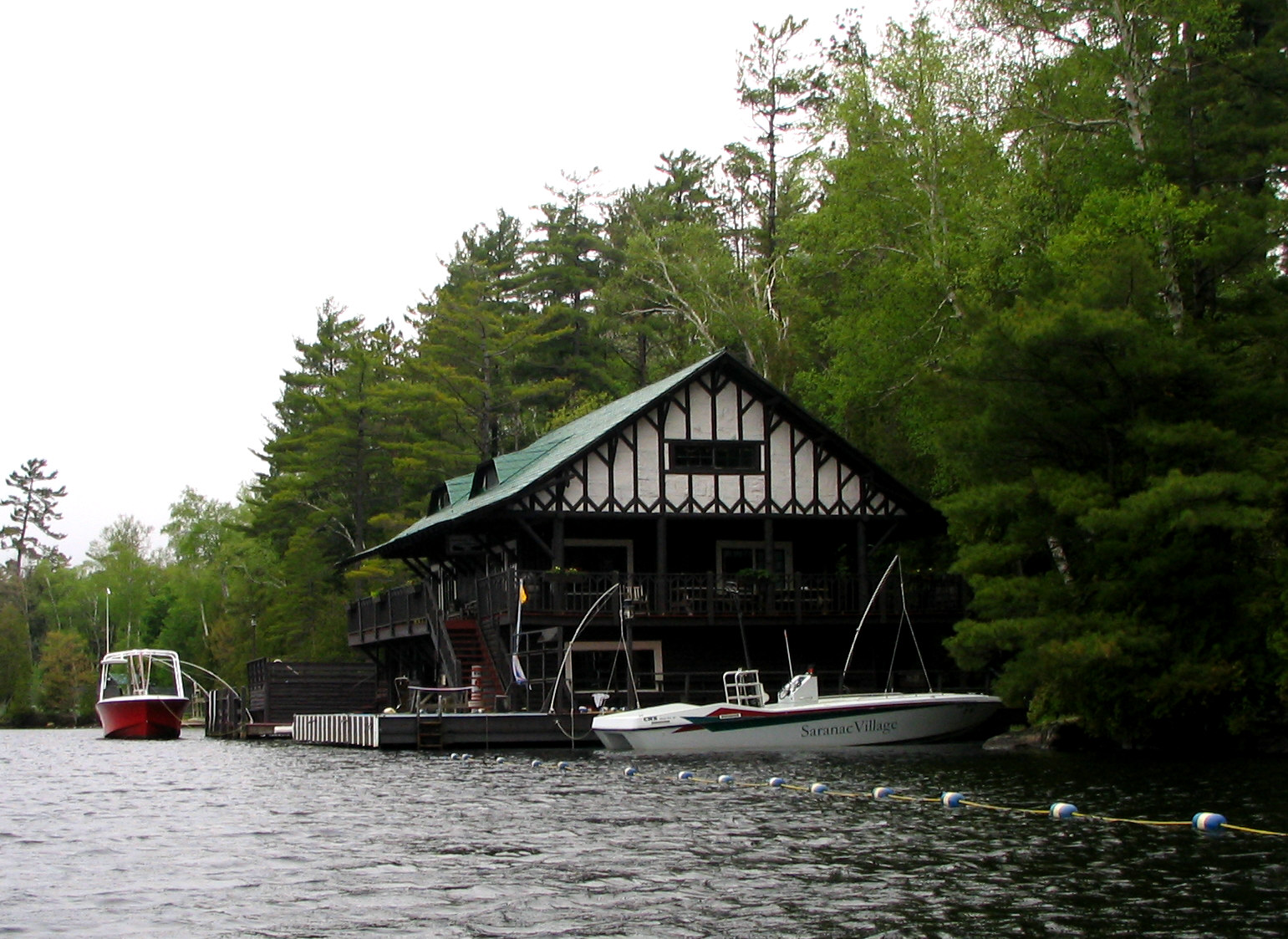
مرفأ بروسبكت بوينت كامب
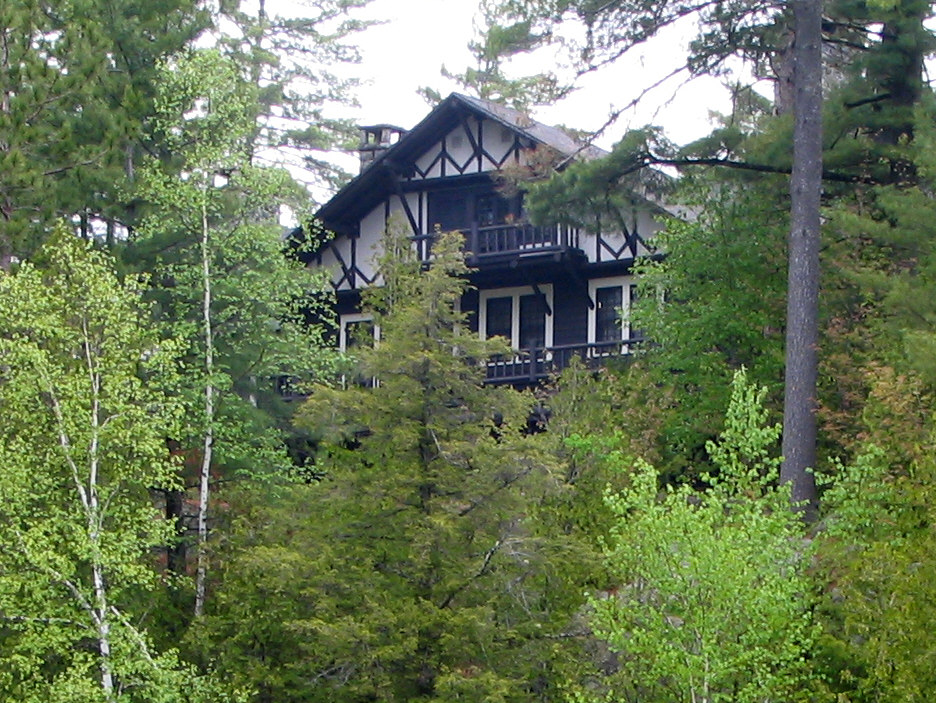
بروسبكت بوينت كامب
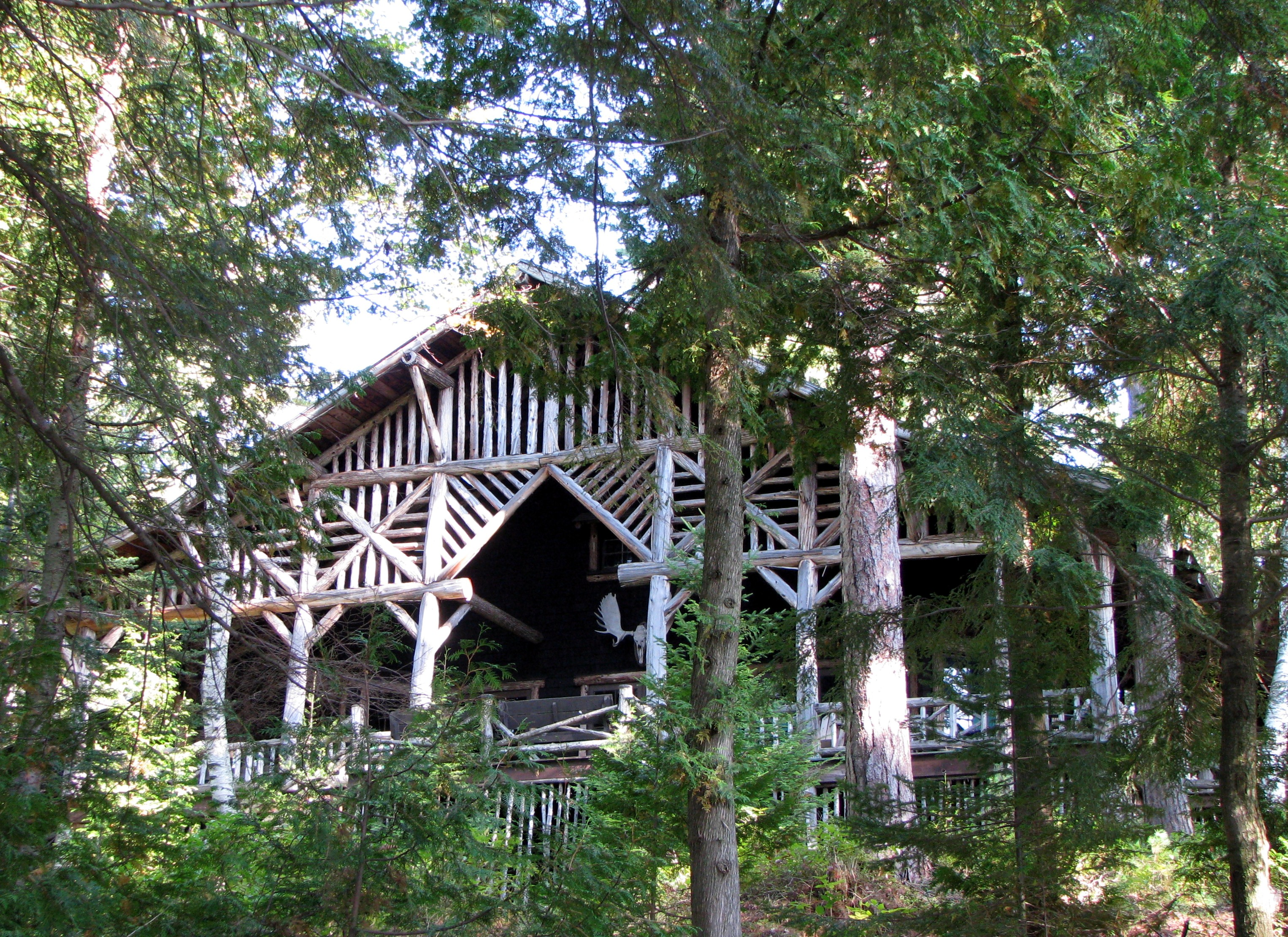
مخيم جزيرة النسر
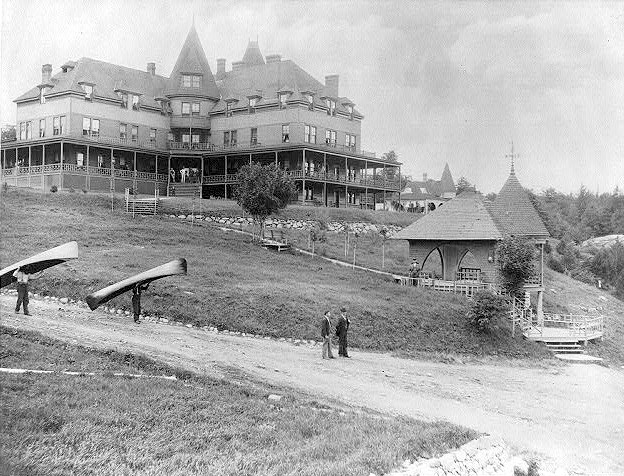
فندق واوبيك ، 1890 ( ستودارد )
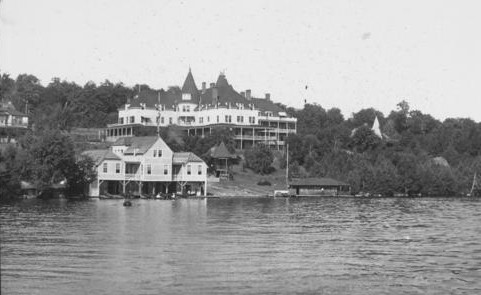
واوبيك لودج ، 1900
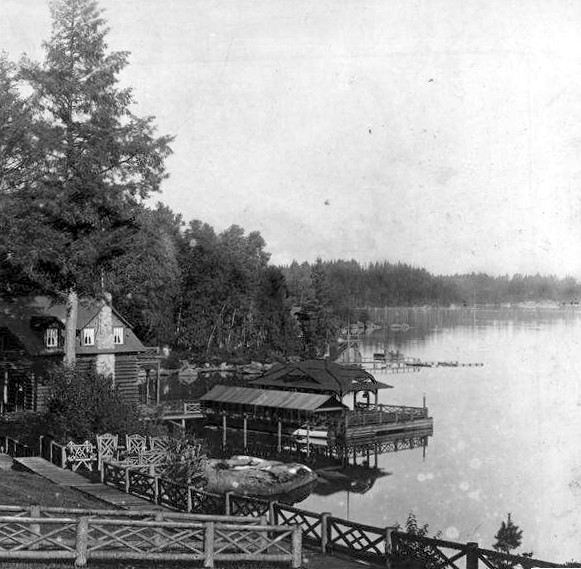
فيش روك كامب (لاحقًا سيكون لودج) ، 1900

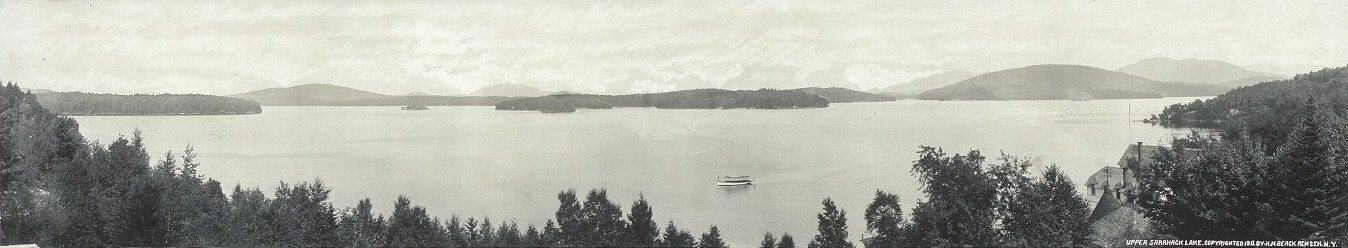
منظر من Wawbeek ، 1912. تم استخدام الإطلاق البخاري في المقدمة لنقل الضيوف إلى الفندق من خط السكة الحديد بالقرب من Saranac Inn.

## روابط خارجية
- New York State DEC - Camping Information
- Historic Saranac Lake - Upper Saranac Lake
- New York Times, "SUNSHINE AND PICNICS; A Combination Saranac Sojourners are Playing to the Limit", August 5, 1906
- New York Times, "DEVOTEES OF TENT LIFE.; Enjoying the Fresh Air in the Adirondack Mountains", August 12, 1906
- U.S. Geological Survey Geographic Names Information System: بحيرة ساراناك العليا